# Rete tranviaria del Lido di Venezia
La costruzione della rete tranviaria del Lido di Venezia, attiva fra il 1900 e il 1940, è storicamente legata al forte sviluppo turistico, che in tale periodo portò l'isola a diventare una meta importante per la clientela internazionale. Ampliata dall'originale collegamento a trazione animale fino a diventare una vera e propria rete di tram elettrici, l'infrastruttura cedette il passo a un autoservizio sostitutivo e a una filovia.

## Storia

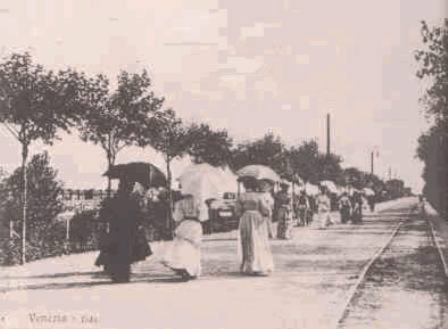
Il lungomare con il binario del tram a cavalli

Gli investimenti effettuati tra la fine dell'Ottocento e i primi del Novecento, a partire dalla costruzione dai sontuosi alberghi in stile liberty che caratterizzarono quel periodo, trasformarono in pochi anni l'economia e il paesaggio del Lido, comportando la necessità di collegamenti urbani al passo con i tempi.
Il 5 luglio 1900 fu solennemente inaugurato l'Hotel des Bains, per raggiungere il quale era operativo un servizio combinato fra il vaporetto Alnoch e un tram a cavalli, che sfruttava il binario posato lungo il Gran Viale Santa Maria Elisabetta, allargato per l'occasione a 17 metri. La concessione dei tram a cavalli fu affidata alla Società Anonima Bagni Lido, chiamata anche Società Bagni, proprietaria dell'albergo stesso e dell'adiacente Grande Stabilimento Bagni. I cavalli erano affidati al locale maestro di equitazione Cleanto Scarpa.
Fondata nel 1872 da capitalisti veneziani, la Società Bagni Lido entrò di lì a poco in difficoltà finanziarie, subendo anche la concorrenza della nuova Compagnia Italiana Grandi Alberghi (CIGA), fondata il 16 marzo 1906 per iniziativa di alcuni imprenditori, fra i quali Giuseppe Volpi, il fondatore della Società Adriatica di Elettricità (SADE). La Società Bagni venne dunque posta in liquidazione nel 1904.
Erano frattanto iniziati i lavori, condotti nel 1905, di ulteriore allargamento a 28 metri del Gran Viale Santa Maria Elisabetta in vista del potenziamento del servizio tranviario a due binari, per il quale venne previsto di adottare la trazione elettrica. La relativa istanza fu avanzata direttamente dalla Società Anonima dei Bagni di Lido e in seguito, il 5 aprile 1908 dalla medesima società in liquidazione congiuntamente alla stessa CIGA, al fine di "trasformare a trazione elettrica la linea tramviaria a trazione animale, fra lo sbarcatoio di S. M. Elisabetta e lo stabilimento balneario di Lido". Tale richiesta mirava a modificare il tracciato della preesistente linea tranviaria e a costruire ed esercitare due nuovi tronchi in allacciamento a quella precedente. L'autorizzazione a tali lavori fu concessa con Regio decreto n.LXVII del 13 febbraio 1910.

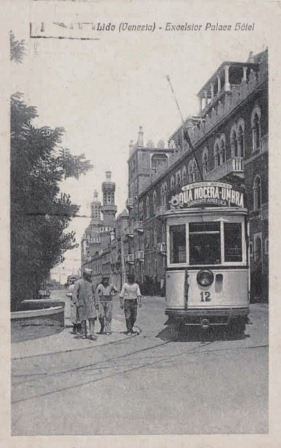
Un tram svolta davanti all'Hotel Excelsior

Si trattò, per il Lido, di un periodo di grandi trasformazioni urbanistiche e sociali, che stava trasformando l'isola in una "modernissima cosmopoli estiva, spazzata dal vento fresco dell'Adriatico, maestra di tutte le eleganze, risonante di tutti gli idiomi".
Incominciarono così lavori per la costruzione di nuove strade e di viali alberati, per nuove residenze alberghiere e per la posa dei binari del tram elettrico, che veniva ufficialmente inaugurato, a cura della CIGA, l'11 luglio 1907.
Il capolinea del nuovo servizio era posto di fronte all'Hotel Excelsior, anch'esso di proprietà della CIGA e realizzato per volere dell'imprenditore veneziano Niccolò Spada; esso venne a sua volta inaugurato con una fastosa cerimonia il successivo 21 luglio 1908.
La CIGA aveva nel frattempo rilevato la Venice Hotels Limited in liquidazione, proprietaria dell'hotel Danieli, fondendola con la Compagnia alberghi lido e con la già citata Società Bagni Lido, le quali, oltre all'hotel Des Bains, possedevano il Quattro fontane, diventato appunto l'Excelsior
Nel 1935 l'Azienda Comunale Navigazione Interna Lagunare (ACNIL) avviò un autoservizio fra piazza Santa Maria Elisabetta, ove sorgevano l'imbarcadero e il capolinea tranviario CIGA, e San Nicolò, impiegando due autobus Alfa Romeo 350 e due SPA 30; pochi anni dopo, nel 1939, il Comune, in prossimità della scadenza della concessione alla CIGA prevista per il 31 dicembre 1940, decise di disdire quest'ultima, affidando all'ACNIL la gestione dell'intero servizio di trasporto pubblico al Lido di Venezia..
Allo scadere naturale della concessione, dunque il 31 dicembre 1940, cessò il servizio tranviario; contestualmente, ottenuta la concessione ministeriale, l'ACNIL iniziò la costruzione di un impianto filoviario, che fu inaugurato il 29 giugno 1941.

## Caratteristiche

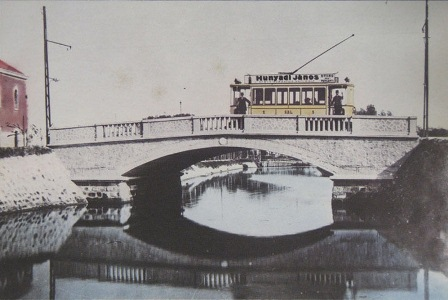
Cartolina colorata del 1908

Il binario, a scartamento metrico, era realizzato mediante rotaie di tipo Phoenix da 20 kg/m e i raggi di curvatura non risultavano inferiori a 20 m.
L'originaria tranvia a cavalli, impiantata sul Gran Viale Santa Maria Elisabetta per congiungere l'imbarcadero con il Grande stabilimento Bagni, fu prolungata, in occasione dei lavori di elettrificazione inaugurati nel 1907, fino all'Hotel Excelsior, lungo il percorso che univa questi due complessi passando per le cosiddette "spiagge di destra".
Al momento di massima espansione, la rete tranviaria del Lido di Venezia risultava formata dalle seguenti relazioni:
- 1 Santa Maria Elisabetta-Lungomare Marconi-Excelsior
- 2 Santa Maria Elisabetta-Ospedale al Mare
- 3 Santa Maria Elisabetta-Quattro Fontane

L'unico tratto a doppio binario, in accordo con il progetto, risultava quello dal capolinea comune fino al citato Grande stabilimento bagni, di fronte al quale una coppia di bivi consentiva di procedere verso nord, alla volta dell'ospedale marino, o verso sud fino all'Excelsior.
A tali infrastrutture si aggiungeva "una linea a semplice binario dallo stabilimento balneario a Santa Maria Elisabetta per le vie della Marina e Malamocco passando per le Quattro Fontane".

## Materiale rotabile
Per l'esercizio a trazione elettrica la CIGA acquistò 12 elettromotrici a 2 assi, costruite tra il 1904 e il 1905, lunghe 7,55 m e alte 3,245 m. Dotate di presa di corrente ad asta con rotella e motori e azionamenti CGE, esse sviluppavano una potenza di 17 kW, sufficiente a trasportare 47 viaggiatori. Inizialmente dotate del solo freno a mano, furono in seguito equipaggiate con un freno ad aria compressa. Esteticamente si presentavano verniciate colorate di giallo, con tetto, telaio e carrelli neri.
Nel 1908 si aggiunsero al parco CIGA ulteriori 4 vetture, di maggiore capacità e dotate di comparto bagagli che, a differenza del precedente materiale, alla chiusura della rete non vennero demolite, bensì vendute per l'esercizio sulla rete tranviaria di Bari.
Esistevano inoltre delle rimorchiate aperte, utilizzate nei periodi di maggior flusso turistico.

## Galleria d'immagini

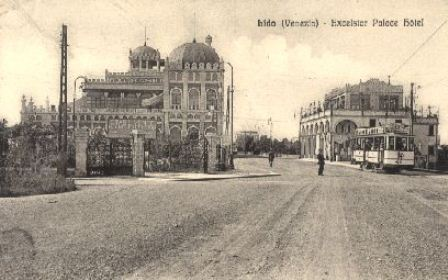
Lido di Venezia - Tram davanti all'Excelsior
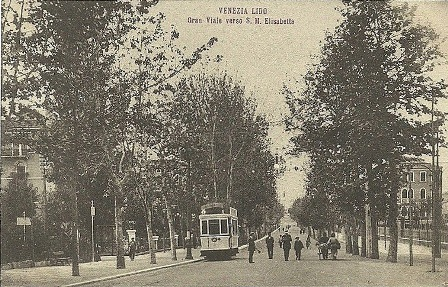
Lido di Venezia - Gran Viale S.M. Elisabetta
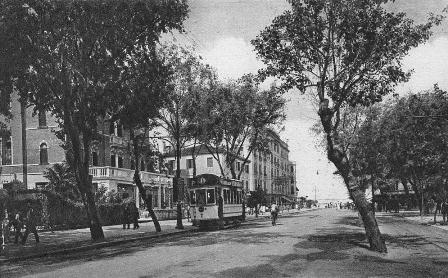
Lido di Venezia - Gran Viale
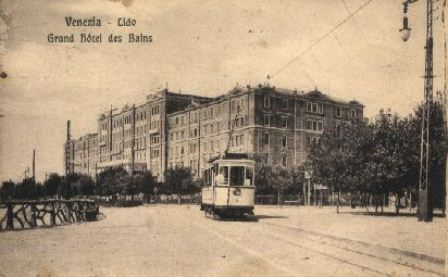
Lido di Venezia - Hotel des Bains